# 결혼식 (2017년 영화)
결혼식은 2017년에 개봉한 대한민국의 영화이다.

## 출연진
- 조혜주
- 손호준
- 김록경
- 손석구
- 윤원준